# Telodeinopus assiniensis
Telodeinopus assiniensis är en mångfotingart som först beskrevs av Carl Graf Attems 1914.  Telodeinopus assiniensis ingår i släktet Telodeinopus och familjen Spirostreptidae. Inga underarter finns listade i Catalogue of Life.